# Tiny Legs Tim
Tiny Legs Tim (Westouter, 28 november 1978 – Gent, 25 mei 2022), artiestennaam van Tim De Graeve, was een Belgisch bluesgitarist en singer-songwriter. Hij speelde ook mondharmonica. Tim was bezieler van de Vlaamse blues en roots scene in de jaren 2010 en had zijn eigen platenlabel Sing My Title.

## Biografie
Tim, opgegroeid in het landelijke Westouter, ontdekte de liefde voor bluesmuziek in de verzameling platen van zijn vader, met onder meer een akoestische album van Blind Lemon Jefferson. Vanaf zijn acht jaar volgde hij les in klassieke gitaar en begon al snel met zelf nummers te schrijven. Op 17-jarige leeftijd startte Tim met zijn eerste eigen bluesband.
Tim ging naar Gent om er biologie aan de universiteit te studeren en bleef er de rest van zijn leven wonen. Hij werkte een tijdje als leerkracht waarbij muziek spelen met zijn band The Heartfakers enkel een hobby was. Tijdens zware gezondheidsproblemen in zijn twintiger jaren focuste Tim zich op het leren spelen van zijn grootvaders' slide gitaar, het zich verdiepen in blues klassiekers zoals Deltablues en het schrijven van nummers. Op zijn 29ste besloot hij alsnog zijn droom van een muziekcarrière na te jagen. In 2008 won hij het muziekconcours van Trefpunt: Jonge Wolven op de Gentse Feesten. In 2009 bracht hij zijn debuut-EP Please Dr. Please uit als Tiny Legs Tim & The Concrete Blues Band.  Daarna lag gedurende enkele jaren zijn focus op het uitbrengen van solowerk als singer-songwriter.
Zijn artiestennaam, Tiny Legs, was een verwijzing naar zijn kleine en magere verschijning die een gevolg was van zijn zware leverziekte. De inspiratie kwam van enkele van zijn blues-helden zoals Blind Willy Johnson, Big Bill Broonzy en Sleepy John Estes die ook driedelige namen dragen en vaak een fysieke karakteristiek beschrijven. Hij vond het een grappige naam die zelfrelativerend werkte. Het was een manier om met zijn ‘nieuw’ lichaam om te gaan.
In het Gentse, vooral in de wijk Klein Turkije, werd Tiny Legs Tim de stem van een volledig nieuwe bluesgeneratie, samen met collega bluesmuzikant Lightnin’ Guy. In 2011 begon Guy elektrische bluesjams te organiseren, eerst in een kleine B&B plaatsen, daarna in het Volkshuis. Van 2014 tot 2018 waren ze mede-organisators van het bluesfestival Boogieville in de Balzaal van De Vooruit.
In 2015 werden Tim's goede vrienden Marie Follebout en Jelle de Boevé met zijn hulp en advies, eigenaars en oprichters van de blues en roots concertclub Missy Sippy in Klein Turkije, waar Tim huismuzikant werd. Hij trad er talloze keren op en cureerde de bluesjams. Daarnaast zochten hij en de club alternatieve muziekstijlen op zoals funk, americana, jazz, country, rock-’n-roll, burlesque en soul om meer jonge musici een kans te geven. Tijdens de tiendaagse Gentse Feesten zijn in de Missy Sippy steeds zeker dertig optredens gepland. Ter gelegenheid van het vijfjarig bestaan van de club bracht Tim in maart 2020 een album uit genaamd Missy Sippy All Stars Volume 1, opgenomen met een twintigtal beloftevolle muzikanten.
Om inspiratie in de blues op te doen, reisde Tim in 2017 naar Louisiana in de Verenigde Staten, vooral New Orleans. Ook Afrikaanse muziek als Maliblues en Toearegblues inspireerde hem door hun ritmisch gevoel, met veel percussie.
Tim trad met zijn zogenaamde One Man Blues Band vooral solo op in clubs en op festivals in heel Europa. Hij speelde in het voorprogramma van Peter Doherty, John Mayall, The North Mississippi Allstars, Graham Parker, Bombino en Ian Siegal. Zijn live-reputatie gold ijzersterk te zijn.
Tim bracht al zijn platen in eigen beheer uit om volledige controle over zijn eigen muzikale identiteit te behouden. Zo maakte hij graag platen met enkel hem als zanger en muzikant. In 2015 startte Tim met zijn derde plaat Stepping Up een echte platenlabel op, genaamd Sing My Title. De label brengt albums uit van lokale blues & roots muzikanten als Kaai Man uit Temse, Paul Couter, Steven Troch uit Mechelen, Little Jimmy en de band A Murder in Mississippi.
Exact een jaar na zijn dood kreeg Tim een postuum eerbetoon met de release van zijn single Death Bells Ringing op 25 mei 2023 en later dat jaar op zijn verjaardag 28 november de release van het album Sing My Title met vijftien nieuwe en onuitgebrachte nummers, gevolgd door het herdenkingsconcert "Sing My Title: Friends & Artists celebrating Tiny Legs Tim * Between blues and americana" in de concertzaal Ha Concerts te Gent.

## Privéleven
Tim leed praktisch heel zijn volwassen leven aan een ernstige leverziekte en onderging twee levertransplantaties in zijn twintiger jaren. Bij de derde transplantatie overleed hij tijdens de operatie op 43-jarige leeftijd.

## Discografie
- Please Dr. Please - EP - 2009
- They say small birds don't fly too high - EP - 2010
- One Man Blues - CD/LP - 2011
- Constant Constable - EP - 2011
- Cortisone Blues - single - 2012
- TLT - CD/LP - 2013
- Diggin' deeper - EP - 2013
- Stepping up - CD/LP - 2015
- Sad Sad - single - 2016
- Live at Sint-Jacobs - LP/CD - 2016
- Melodium Rag - LP/CD - 2017
- Elsewhere Bound - LP/CD - 2019
- Future Poets - single - 2019
- Missy Sippy All Stars Vol. I - LP/CD - 2020
- Call us when it's over - LP/CD - 2020
- Death Bells Ringing - single - 2023
- Sing My Title - LP/CD - 2023

## Podcasts
- Tim en UZ Gent - Succes dankzij teamwerk en de blues
- Ode aan Tiny Legs Tim - Into the Soul of the Blues (Spotify)